# Tadeusz Lalik
Tadeusz Lalik (ur. 28 maja 1928 w Skolimowie, zm. 8 stycznia 2000) – polski historyk, mediewista, doktor habilitowany nauk historycznych.
Absolwent VI Liceum Ogólnokształcącego im. Tadeusza Reytana w Warszawie (1946) i studiów historycznych na Uniwersytecie Warszawskim (1950). Uczeń Mariana Małowista. W latach 1953–1989 pracował w Instytucie Historii im. Tadeusza Manteuffla Polskiej Akademii Nauk, specjalizując się w dziejach średniowiecznej Polski.

## Wybrane publikacje
- Przegląd badań nad historią rozplanowania osad wiejskich w Polsce, Ministerstwo Budownictwa Miast i Osiedli, Warszawa 1953
- Studia średniowieczne, wybrał i opatrzył posłowiem Stanisław Trawkowski, Wydawnictwo Instytutu Historii PAN, Warszawa 2006 (wybór zawierający artykuły z czasopism i prac zbiorowych z lat 1956–1976)